# 4 Heures de Dubaï 2024
Navigation
Édition précédente
Les 4 Heures de Dubaï 2024, disputées le 4 février 2024 sur le Dubaï Autodrome sont la quatrième édition de cette course et la deuxième manche de l'Asian Le Mans Series 2023-2024.

## Course

### Classement de la course
Voici le classement provisoire au terme de la course.
- Les vainqueurs de chaque catégorie sont signalés par un fond jauni.

| Pos                              | Classe | no                      | Écurie                                                  | Pilotes                                                                | Châssis                                 | Pneus | Tours                | Temps               |
| Pos                              | Classe | no                      | Écurie                                                  | Pilotes                                                                | Moteur                                  | Pneus | Tours                | Temps               |
| -------------------------------- | ------ | ----------------------- | ------------------------------------------------------- | ---------------------------------------------------------------------- | --------------------------------------- | ----- | -------------------- | ------------------- |
| 1                                | LMP2   | 99                      | 99 Racing                                               | Ahmad Al Harthy Nikita Mazepin Louis Delétraz                          | Oreca 07                                | M     | 119                  | 4 h 01 min 25 s 599 |
| 1                                | LMP2   | 99                      | 99 Racing                                               | Ahmad Al Harthy Nikita Mazepin Louis Delétraz                          | Gibson GK428 4,2 l V8 Atmo              | M     | 119                  | 4 h 01 min 25 s 599 |
| 2                                | LMP2   | 22                      | Proton Competition                                      | Giorgio Roda Julien Andlauer René Binder                               | Oreca 07                                | M     | 119                  | + 3 s 499           |
| 2                                | LMP2   | 22                      | Proton Competition                                      | Giorgio Roda Julien Andlauer René Binder                               | Gibson GK428 4,2 l V8 Atmo              | M     | 119                  | + 3 s 499           |
| 3                                | LMP2   | 4                       | CrowdStrike Racing par APR                              | Colin Braun Malthe Jakobsen George Kurtz                               | Oreca 07                                | M     | 119                  | + 6 s 520           |
| 3                                | LMP2   | 4                       | CrowdStrike Racing par APR                              | Colin Braun Malthe Jakobsen George Kurtz                               | Gibson GK428 4,2 l V8 Atmo              |       | 119                  | + 6 s 520           |
| 4                                | LMP2   | 3                       | DKR Engineering                                         | Alexander Mattschull (de) Tom Dillmann Laurents Hörr                   | Oreca 07                                | M     | 119                  | + 31 s 280          |
| 4                                | LMP2   | 3                       | DKR Engineering                                         | Alexander Mattschull (de) Tom Dillmann Laurents Hörr                   | Gibson GK428 4,2 l V8 Atmo              | M     | 119                  | + 31 s 280          |
| 5                                | LMP2   | 90                      | TF Sport                                                | Michael Dinan (en) Charlie Eastwood Salih Yoluç                        | Oreca 07                                | M     | 119                  | + 40 s 502          |
| 5                                | LMP2   | 90                      | TF Sport                                                | Michael Dinan (en) Charlie Eastwood Salih Yoluç                        | Gibson GK428 4,2 l V8 Atmo              | M     | 119                  | + 40 s 502          |
| 6                                | LMP2   | 25                      | Algarve Pro Racing                                      | Chris McMurry Toby Sowery (en) Freddie Tomlinson                       | Oreca 07                                | M     | 119                  | + 44 s 561          |
| 6                                | LMP2   | 25                      | Algarve Pro Racing                                      | Chris McMurry Toby Sowery (en) Freddie Tomlinson                       | Gibson GK428 4,2 l V8 Atmo              | M     | 119                  | + 44 s 561          |
| 7                                | LMP2   | 55                      | Proton Competition                                      | P. J. Hyett (en) Harry Tincknell Paul-Loup Chatin                      | Oreca 07                                | M     | 119                  | + 45 s 576          |
| 7                                | LMP2   | 55                      | Proton Competition                                      | P. J. Hyett (en) Harry Tincknell Paul-Loup Chatin                      | Gibson GK428 4,2 l V8 Atmo              | M     | 119                  | + 45 s 576          |
| 8                                | LMP2   | 83                      | AF Corse                                                | François Perrodo Matthieu Vaxivière Alessio Rovera                     | Oreca 07                                | M     | 119                  | + 54 s 303          |
| 8                                | LMP2   | 83                      | AF Corse                                                | François Perrodo Matthieu Vaxivière Alessio Rovera                     | Gibson GK428 4,2 l V8 Atmo              | M     | 119                  | + 54 s 303          |
| 9                                | LMP2   | 24                      | Nielsen Racing                                          | Alex García (en) Will Stevens Ian Loggie (en)                          | Oreca 07                                | M     | 118                  | + 1 Tour            |
| 9                                | LMP2   | 24                      | Nielsen Racing                                          | Alex García (en) Will Stevens Ian Loggie (en)                          | Gibson GK428 4,2 l V8 Atmo              | M     | 118                  | + 1 Tour            |
| 10                               | LMP2   | 44                      | ARC Bratislava                                          | Mathias Beche Miro Konôpka Jonas Ried                                  | Oreca 07                                | M     | 118                  | + 1 Tour            |
| 10                               | LMP2   | 44                      | ARC Bratislava                                          | Mathias Beche Miro Konôpka Jonas Ried                                  | Gibson GK428 4,2 l V8 Atmo              | M     | 118                  | + 1 Tour            |
| 11                               | LMP2   | 34                      | Nielsen Racing                                          | Blake McDonald Patrick Liddy Matthew Bell                              | Oreca 07                                | M     | 118                  | + 1 Tour            |
| 11                               | LMP2   | 34                      | Nielsen Racing                                          | Blake McDonald Patrick Liddy Matthew Bell                              | Gibson GK428 4,2 l V8 Atmo              | M     | 118                  | + 1 Tour            |
| 12                               | LMP3   | 17                      | Cool Racing                                             | Alex Bukhantsov James Winslow                                          | Ligier JS P320                          | M     | 114                  | + 5 Tours           |
| 12                               | LMP3   | 17                      | Cool Racing                                             | Alex Bukhantsov James Winslow                                          | Nissan VK56 5,6 l V8 Atmo               | M     | 114                  | + 5 Tours           |
| 13                               | LMP3   | 2                       | CD Sport                                                | Nick Adcock Michael Jensen Fabien Lavergne                             | Ligier JS P320                          | M     | 114                  | + 5 Tours           |
| 13                               | LMP3   | 2                       | CD Sport                                                | Nick Adcock Michael Jensen Fabien Lavergne                             | Nissan VK56 5,6 l V8 Atmo               | M     | 114                  | + 5 Tours           |
| 14                               | LMP3   | 20                      | High Class Racing                                       | Anders Fjordbach Auðunn Guðmundsson (en) Seth Lucas (en)               | Ligier JS P320                          | M     | 114                  | + 5 Tours           |
| 14                               | LMP3   | 20                      | High Class Racing                                       | Anders Fjordbach Auðunn Guðmundsson (en) Seth Lucas (en)               | Nissan VK56 5,6 l V8 Atmo               | M     | 114                  | + 5 Tours           |
| 15                               | LMP3   | 26                      | Bretton Racing                                          | John Corbet (de) Julien Gerbi Mihnea Stefan                            | Ligier JS P320                          | M     | 113                  | + 6 Tours           |
| 15                               | LMP3   | 26                      | Bretton Racing                                          | John Corbet (de) Julien Gerbi Mihnea Stefan                            | Nissan VK56 5,6 l V8 Atmo               | M     | 113                  | + 6 Tours           |
| 16                               | GT     | 91                      | Pure Rxcing                                             | Klaus Bachler Alex Malykhin Joel Sturm                                 | Porsche 911 GT3 R                       | M     | 112                  | + 7 Tours           |
| 16                               | GT     | 91                      | Pure Rxcing                                             | Klaus Bachler Alex Malykhin Joel Sturm                                 | Porsche 4,2 L Flat Six Atmo             | M     | 112                  | + 7 Tours           |
| 17                               | GT     | 7                       | Al Manar Racing par GetSpeed                            | Al Faisal Al Zubair (en) Anthony Liu Fabian Schiller (en)              | Mercedes-AMG GT3 Evo                    | M     | 112                  | + 7 Tours           |
| 17                               | GT     | 7                       | Al Manar Racing par GetSpeed                            | Al Faisal Al Zubair (en) Anthony Liu Fabian Schiller (en)              | Mercedes-Benz M159 6,2 L V8 Atmo        | M     | 112                  | + 7 Tours           |
| 18                               | GT     | 21                      | AF Corse                                                | François Hériau Simon Mann Davide Rigon                                | Ferrari 296 GT3                         | M     | 112                  | + 7 Tours           |
| 18                               | GT     | 21                      | AF Corse                                                | François Hériau Simon Mann Davide Rigon                                | Ferrari 3,0 L V6 Turbo                  | M     | 112                  | + 7 Tours           |
| 19                               | GT     | 43                      | Saintéloc Racing                                        | Dennis Marschall (en) Zhou Bihuang Sean Gelael                         | Audi R8 LMS Evo II                      | M     | 112                  | + 7 Tours           |
| 19                               | GT     | 43                      | Saintéloc Racing                                        | Dennis Marschall (en) Zhou Bihuang Sean Gelael                         | Audi 5,2 L V10 Atmo                     | M     | 112                  | + 7 Tours           |
| 20                               | GT     | 88                      | Triple Eight (en)                                       | HH Prince Jefri Ibrahim Jordan Love (en) Luca Stolz (en)               | Mercedes-AMG GT3 Evo                    | M     | 112                  | + 7 Tours           |
| 20                               | GT     | 88                      | Triple Eight (en)                                       | HH Prince Jefri Ibrahim Jordan Love (en) Luca Stolz (en)               | Mercedes-Benz M159 6,2 L V8 Atmo        | M     | 112                  | + 7 Tours           |
| 21                               | GT     | 27                      | Optimum Motorsport                                      | Rob Bell Ollie Millroy Mark Radcliffe                                  | McLaren 720S GT3 Evo                    | M     | 112                  | + 7 Tours           |
| 21                               | GT     | 27                      | Optimum Motorsport                                      | Rob Bell Ollie Millroy Mark Radcliffe                                  | McLaren M840T 4,0 l V8 Bi-Turbo         | M     | 112                  | + 7 Tours           |
| 22                               | GT     | 93                      | Project 1                                               | Christian Bogle (en) Dan Harper (en) Darren Leung                      | BMW M4 GT3                              | M     | 112                  | + 7 Tours           |
| 22                               | GT     | 93                      | Project 1                                               | Christian Bogle (en) Dan Harper (en) Darren Leung                      | BMW S58B30T0 3,0 L i6 M TwinPower Turbo | M     | 112                  | + 7 Tours           |
| 23                               | GT     | 86                      | GR Racing                                               | Benjamin Barker Riccardo Pera Michael Wainwright                       | Ferrari 296 GT3                         | M     | 112                  | + 7 Tours           |
| 23                               | GT     | 86                      | GR Racing                                               | Benjamin Barker Riccardo Pera Michael Wainwright                       | Ferrari 3,0 L V6 Turbo                  | M     | 112                  | + 7 Tours           |
| 24                               | GT     | 33                      | Herberth Motorsport                                     | Antares Au Tim Heinemann (en) Laurin Heinrich                          | Porsche 911 GT3 R                       | M     | 112                  | + 7 Tours           |
| 24                               | GT     | 33                      | Herberth Motorsport                                     | Antares Au Tim Heinemann (en) Laurin Heinrich                          | Porsche 4,2 L Flat Six Atmo             | M     | 112                  | + 7 Tours           |
| 25                               | GT     | 95                      | TF Sport                                                | Jonathan Adam John Hartshorne Ben Tuck                                 | Aston Martin Vantage AMR GT3            | M     | 111                  | + 8 Tours           |
| 25                               | GT     | 95                      | TF Sport                                                | Jonathan Adam John Hartshorne Ben Tuck                                 | Aston Martin 4,0 L V8 Turbo             | M     | 111                  | + 8 Tours           |
| 26                               | GT     | 82                      | AF Corse                                                | Emmanuel Collard Kei Cozzolino Charles-Henri Samani                    | Ferrari 296 GT3                         | M     | 111                  | + 8 Tours           |
| 26                               | GT     | 82                      | AF Corse                                                | Emmanuel Collard Kei Cozzolino Charles-Henri Samani                    | Ferrari 3,0 L V6 Turbo                  | M     | 111                  | + 8 Tours           |
| 27                               | GT     | 8                       | EBM                                                     | Bastian Buus (en) Tanart Sathienthirakul (en) Johanes Satiawan Santoso | Porsche 911 GT3 R                       | M     | 111                  | + 8 Tours           |
| 27                               | GT     | 8                       | EBM                                                     | Bastian Buus (en) Tanart Sathienthirakul (en) Johanes Satiawan Santoso | Porsche 4,2 L Flat Six Atmo             | M     | 111                  | + 8 Tours           |
| 28                               | GT     | 75                      | Team Motopark                                           | Lukas Dunner (en) Heiko Neumann Morten Strømsted                       | Mercedes-AMG GT3 Evo                    | M     | 111                  | + 8 Tours           |
| 28                               | GT     | 75                      | Team Motopark                                           | Lukas Dunner (en) Heiko Neumann Morten Strømsted                       | Mercedes-Benz M159 6,2 L V8 Atmo        | M     | 111                  | + 8 Tours           |
| 29                               | GT     | 98                      | Dragon Racing                                           | Rui Andrade Nicola Marinangeli Marco Pulcini                           | Ferrari 296 GT3                         | M     | 110                  | + 9 Tours           |
| 29                               | GT     | 98                      | Dragon Racing                                           | Rui Andrade Nicola Marinangeli Marco Pulcini                           | Ferrari 3,0 L V6 Turbo                  | M     | 110                  | + 9 Tours           |
| 30                               | GT     | 84                      | EBM                                                     | Earl Bamber Adrian D'Silva Kerong Li                                   | Porsche 911 GT3 R                       | M     | 108                  | + 11 Tours          |
| 30                               | GT     | 84                      | EBM                                                     | Earl Bamber Adrian D'Silva Kerong Li                                   | Porsche 4,2 L Flat Six Atmo             | M     | 108                  | + 11 Tours          |
| 31                               | LMP3   | 58                      | GG Classic Cars                                         | Fraser Ross George Nakas                                               | Ligier JS P320                          | M     | 103                  | + 16 Tours          |
| 31                               | LMP3   | 58                      | GG Classic Cars                                         | Fraser Ross George Nakas                                               | Nissan VK56 5,6 l V8 Atmo               | M     | 103                  | + 16 Tours          |
| Non classé                       |        |                         |                                                         |                                                                        |                                         |       |                      |                     |
|                                  | GT     | 9                       | GetSpeed                                                | Anthony Barthone Aaron Walker Martin Konrad                            | Mercedes-AMG GT3 Evo                    | M     | 86                   | Endommagement       |
| Mercedes-Benz M159 6,2 L V8 Atmo | GT     | 9                       | GetSpeed                                                | Anthony Barthone Aaron Walker Martin Konrad                            |                                         | M     | 86                   | Endommagement       |
| GT                               | 11     | Attempto Racing         | Ilya Gorbatsky Aleksi Nesov Sergey Titarenko            | Audi R8 LMS Evo II                                                     | M                                       | 81    | Retrait              |                     |
| GT                               | 11     | Attempto Racing         | Ilya Gorbatsky Aleksi Nesov Sergey Titarenko            | Audi 5,2 L V10 Atmo                                                    | M                                       | 81    | Retrait              |                     |
| LMP2                             | 30     | Duqueine Team           | Carl Bennett John Falb Oliver Rasmussen                 | Oreca 07                                                               | M                                       | 78    | Roue                 |                     |
| LMP2                             | 30     | Duqueine Team           | Carl Bennett John Falb Oliver Rasmussen                 | Gibson GK428 4,2 l V8 Atmo                                             | M                                       | 78    | Roue                 |                     |
| GT                               | 42     | Saintéloc Racing        | Christopher Haase Gilles Magnus (en) Alban Varutti      | Audi R8 LMS Evo II                                                     | M                                       | 78    | Problèmes mécaniques |                     |
| GT                               | 42     | Saintéloc Racing        | Christopher Haase Gilles Magnus (en) Alban Varutti      | Audi 5,2 L V10 Atmo                                                    | M                                       | 78    | Problèmes mécaniques |                     |
| GT                               | 77     | D'Station Racing        | Tomonobu Fujii Satoshi Hoshino Casper Stevenson (en)    | Aston Martin Vantage AMR GT3                                           | M                                       | 73    | Collision            |                     |
| GT                               | 77     | D'Station Racing        | Tomonobu Fujii Satoshi Hoshino Casper Stevenson (en)    | Aston Martin 4,0 L V8 Turbo                                            | M                                       | 73    | Collision            |                     |
| GT                               | 66     | Attempto Racing         | Alex Aka (en) Andrey Mukovoz Dylan Pereira              | Audi R8 LMS Evo II                                                     | M                                       | 73    | Collision            |                     |
| GT                               | 66     | Attempto Racing         | Alex Aka (en) Andrey Mukovoz Dylan Pereira              | Audi 5,2 L V10 Atmo                                                    | M                                       | 73    | Collision            |                     |
| GT                               | 19     | Leipert Motorsport (de) | Brendon Leitch (en) Marco Mapelli (en) Gabriele Rindone | Lamborghini Huracán GT3 Evo 2                                          | M                                       | 49    | Endommagement        |                     |
| GT                               | 19     | Leipert Motorsport (de) | Brendon Leitch (en) Marco Mapelli (en) Gabriele Rindone | Lamborghini 5,2 L V10 Atmo                                             | M                                       | 49    | Endommagement        |                     |
| LMP2                             | 47     | Cool Racing             | Alexandre Coigny Vladislav Lomko Lorenzo Fluxá          | Oreca 07                                                               | M                                       | 1     | Collision            |                     |
| LMP2                             | 47     | Cool Racing             | Alexandre Coigny Vladislav Lomko Lorenzo Fluxá          | Gibson GK428 4,2 l V8 Atmo                                             | M                                       | 1     | Collision            |                     |
| LMP3                             | 65     | Viper Niza Racing (en)  | Dominic Ang Douglas Khoo (en)                           | Ligier JS P320                                                         | M                                       | 0     | Collision            |                     |
| LMP3                             | 65     | Viper Niza Racing (en)  | Dominic Ang Douglas Khoo (en)                           | Nissan VK56 5,6 l V8 Atmo                                              | M                                       | 0     | Collision            |                     |
| GT                               | 69     | Optimum Motorsport      | James Cottingham Sam De Haan Tom Gamble                 | McLaren 720S GT3 Evo                                                   | M                                       | 0     | Collision            |                     |
| GT                               | 69     | Optimum Motorsport      | James Cottingham Sam De Haan Tom Gamble                 | McLaren M840T 4,0 l V8 Bi-Turbo                                        | M                                       | 0     | Collision            |                     |

## Pole position et record du tour
- Pole position :
- Meilleur tour en course :

## À noter
- Longueur du circuit : 5,390 km
- Distance parcourue par les vainqueurs :